# Maurizio Sacconi
Maurizio Sacconi (Conegliano, 13 luglio 1950) è un politico italiano, è stato Ministro del lavoro, della salute e delle politiche sociali nel Governo Berlusconi IV ed ex funzionario di agenzia ONU.

## Carriera
Nato a Conegliano (Treviso),  vive a Roma.

### Nel PSI
Dopo un impegno politico precoce che lo vede segretario provinciale del partito e consigliere comunale di Treviso a 25 anni, è eletto per la prima volta deputato nelle file del Partito Socialista Italiano, all'età di 29 anni nel 1979. Dal 1981 al 1984 è inoltre il primo presidente dell'associazione ambientalista Lega per l'Ambiente.
Nel PSI fa parte della corrente di Gianni De Michelis e diviene a metà anni '80 vicepresidente del gruppo socialista alla Camera. Relatore delle leggi finanziarie-bilancio dello Stato per gli anni 1983, 1984, 1987.
Diviene quindi ininterrottamente membro del governo come sottosegretario al Tesoro dal 28 luglio 1987 al 10 maggio 1994. In questo periodo ha curato gli atti di normazione primaria e secondaria prodotti tra il 1987 e il 1992 che hanno costituito il corpo della seconda legge bancaria. Ha promosso il decreto legislativo 29 del 1993 che ha "privatizzato" il lavoro pubblico e tuttora rappresenta la base dei successivi interventi riformatori delle pubbliche amministrazioni. 
In dissenso da destra col segretario del PSI Ottaviano Del Turco, nel 1994 è tra i fondatori della Federazione dei Socialisti. Non rieletto, è comunque consigliere economico della presidenza del Consiglio del Berlusconi I.
Poche settimane dopo lo scioglimento del PSI, Sacconi fonda Sinistra Liberale (poi Sinistra delle Libertà).
Dal 1995 al giugno 2001 ha ricoperto la carica di branch office director presso l'OIL Organizzazione internazionale del lavoro di Ginevra, agenzia specializzata delle Nazioni Unite.

### In Forza Italia
Nel 2001 aderisce a Forza Italia e torna al governo da sottosegretario al ministero del lavoro e delle politiche sociali, carica che ricoprirà fino al 2006. È coautore con Marco Biagi del Libro Bianco sul mercato del lavoro (2001) e dei successivi interventi legislativi (2003). 
È stato eletto per Forza Italia al Senato per la XV Legislatura, durante la quale ha fatto parte della commissione Lavoro e Previdenza Sociale.
Dal 6 marzo 2007 fino allo scioglimento è componente del Comitato Direttivo di Forza Italia.

### Senatore PdL e Ministro del Lavoro, della Salute e delle Politiche Sociali
Dopo essere stato rieletto senatore, l'8 maggio 2008 è stato nominato Ministro del lavoro, della salute e delle politiche sociali. Il 13 dicembre 2009, tuttavia, è stato ricreato il Ministero della Salute, scorporandolo da quello del Lavoro, e la competenza in materia è passata al Ministro della salute Ferruccio Fazio (dal 15 dicembre 2009), il quale in precedenza era Vice Ministro di Sacconi. Da ministro della Salute promuove il commissariamento delle Regioni obbligate a Piani di Rientro dal disavanzo strutturale: Molise, Abruzzo, Lazio, Campania, Calabria. Nello stesso periodo, utilizzando le competenze integrate del lavoro, della salute e delle politiche sociali, fa approvare dal consiglio dei ministri un Libro Bianco sul futuro del modello sociale intitolato “La vita buona nella società attiva” nel quale si propone una forte integrazione socio-sanitaria e la razionalizzazione della rete ospedaliera per promuovere lo sviluppo dei servizi territoriali e domiciliari alla cronicità. Dal 15 dicembre 2009, Sacconi è rimasto pertanto Ministro del lavoro e delle politiche sociali. Durante quel periodo fa approvare il Testo Unico sull'apprendistato e soprattutto l’art.8 del DL n.138 convertito in L. 148/2011. Questa norma ha introdotto la possibilità per i contratti aziendali e territoriali di derogare a quanto disposto da leggi e contratti nazionali, ferme restando le disposizioni del diritto comunitario. Una larga applicazione della norma si è prodotta a seguito del cosiddetto decreto dignità che ha irrigidito la regolazione dei contratti a termine. Essa ha dato luogo ad un ampio dibattito dottrinario sulla gerarchia delle fonti del diritto del lavoro e sullo stesso futuro di questa disciplina speciale.
Con Maurizio Sacconi ministro del Welfare, il governo Berlusconi IV, con la legge 133 del 6 agosto 2008, ha abrogato la legge 188 del 17 ottobre 2007 emanata dall'allora governo Prodi contro le “dimissioni in bianco” (pratica, illegale, tesa ad obbligare i neoassunti a firmare una lettera di dimissioni priva di data, contestualmente alla sottoscrizione del contratto di lavoro).

### Nuovo Centrodestra e Energie per l'Italia
Rieletto Senatore per il PdL nel 2013, viene eletto Presidente della Commissione Lavoro del Senato.
Il 16 novembre 2013, con la sospensione delle attività del Popolo della Libertà, aderisce al Nuovo Centrodestra guidato da Angelino Alfano.
Il 22 novembre 2013 viene eletto Capogruppo di NCD al Senato della Repubblica..
Nel novembre 2014 diede, per la prima volta, le dimissioni da capogruppo per protestare contro un emendamento approvato da PD e MoVimento 5 Stelle in commissione giustizia, rientrate a seguito della cancellazione di quell'emendamento. A dicembre 2014 con la nascita dei gruppi unitari di Area Popolare (NCD-UDC) viene scelto Capogruppo di Ap al Senato in quanto NCD è la componente più numerosa vincendo la sfida interna con Renato Schifani. Qualche mese dopo, Il 31 gennaio 2015, in occasione dell’elezione del Presidente della Repubblica, annuncia le sue irrevocabili dimissioni da Capogruppo di Ap (Ncd-UdC) al Senato,contestando l’imposizione di Mattarella e la rottura del patto più ampio della maggioranza di governo che sosteneva le riforme costituzionali. Nel 2017 lascia l'NCD e aderisce a Energie per l'Italia di Stefano Parisi, candidato sindaco di Milano nel 2016.

### L'addio al Parlamento e Associazione Amici di Marco Biagi
Dopo 27 anni trascorsi in Parlamento, 15 alla Camera e 12 al Senato, non si ricandida più alle elezioni politiche del 2018. È presidente dell'Associazione Amici di Marco Biagi.

## Interventi

### Sulla morte di Marco Biagi
Successivamente all'omicidio di Marco Biagi, ucciso dai terroristi delle Nuove Brigate Rosse, è emerso che Marco Biagi gli aveva scritto una lettera lamentandosi di non avere una scorta adeguata e chiedendogli di intervenire con la massima urgenza con il Prefetto di Roma e il Ministero dell'Interno perché questa venisse trasformata in una «scorta vera e propria». Peraltro, nel corso del processo la pentita Cinzia Banelli ha dichiarato che il sottosegretario Sacconi, privo di scorta, sarebbe stato l’obiettivo alternativo nel caso Biagi fosse stato protetto.

### Sulla vicenda Eluana Englaro
Il 16 dicembre 2008 Maurizio Sacconi emana un atto d'indirizzo che vieta, alle strutture sanitarie pubbliche e quelle private convenzionate col Servizio Sanitario Nazionale, l'interruzione dell'idratazione e alimentazione forzata con la minaccia di escludere queste strutture dallo stesso accreditamento; nel medesimo giorno, la casa di cura "Città di Udine" (che non fa parte del Servizio Sanitario Nazionale in quanto il Friuli-Venezia Giulia ne è uscito dal 1996) annuncia che, una volta chiarite le questioni legali, è pronta ad accogliere Eluana Englaro nel suo ultimo viaggio.
Il 19 dicembre 2008 Marco Cappato (segretario dell'Associazione Luca Coscioni), Antonella Casu (segretaria di Radicali Italiani), e Sergio D'Elia (segretario di Nessuno Tocchi Caino), presentano denuncia verso il ministro Sacconi, presso la Procura di Roma, per violenza privata ed intimidazioni, in seguito al suo atto d'indirizzo di pochi giorni prima.
Il 17 gennaio 2009, in seguito alla denuncia dei dirigenti di Partito Radicale, la Procura di Roma iscrive il ministro Maurizio Sacconi nel registro degli indagati.

### Lettera ai cattolici italiani su Berlusconi
Nel gennaio 2011 ha firmato, insieme a Roberto Formigoni ed altri, una lettera aperta per chiedere ai cattolici italiani di sospendere ogni giudizio morale nei confronti di Silvio Berlusconi, indagato dalla procura di Milano per concussione e favoreggiamento della prostituzione minorile.

## Vita privata
È sposato con Enrica Giorgetti, laureata in giurisprudenza, tra le altre cose ex direttore dei rapporti istituzionali e della comunicazione di Autostrade S.p.A., ex direttore dell'Area strategica impresa e territorio di Confindustria e dal 2005 direttore generale di Farmindustria.
La nomina di Sacconi a ministro della salute è stata criticata all'estero dalla rivista Nature come un possibile conflitto di interessi, dato che questa è avvenuta mentre la moglie del neoministro ricopriva la carica di direttore di Farmindustria, l'associazione che promuove gli interessi delle industrie farmaceutiche.

## Opere
- Governare l'azienda Italia, Venezia, Marsilio, 1983.
- Il piacere di pensare, il coraggio di fare. Quattro anni in Parlamento, Venezia, Marsilio, 1987.
- La finanza e la regola. La grande riforma del mercato finanziario in Italia, Milano, Longanesi, 1992.
- La società attiva. Manifesto per le nuove sicurezze, con Paolo Reboani e Michele Tiraboschi, Venezia, Marsilio, 2004.
- Un futuro da precari? Il lavoro dei giovani tra rassegnazione e opportunità, con Michele Tiraboschi, Milano, Mondadori, 2006.
- Dialogo a Nord Est. Sul futuro dell’Italia tra Europa e Mediterraneo, con Gianni De Michelis, Venezia, Marsilio, 2010
- Ai Liberi e forti. Valori, visione e forma politica di un popolo in cammino, Milano, Mondadori, 2011.
- Moderati. Per un nuovo umanesimo politico, con Eugenia Roccella e Gaetano Quagliariello, Venezia, Marsilio, 2014
- Le relazioni di prossimità nel lavoro 4.0. Atti integrati e rivisti del seminario "La fine del diritto pesante del lavoro nella quarta rivoluzione industriale" con Emmanuele Massagli, Modena, ADAPT University Press, ADAPT Labour Studies e-Book series, n. 60, [25]
- Il contesto di finanza pubblica e l’evoluzione dei relativi controlli ne il Trattato sulla nuova configurazione della giustizia contabile, a cura di Eugenio F. Schlitzer e Cesare Mirabelli, Napoli, Editoriale Scientifica, 2018
- Teoria e pratica delle relazioni adattive di prossimità, Milano, GRUPPO24ORE, 2018
- Popolo ed elite, AA.VV, a cura Amici di Marco Biagi, Venezia, Marsilio, 2019
- Volevo solo una girandola. Racconti brevi di vita pubblica, Venezia, Marsilio, 2020
- Il modo di Biagi. Dizionario della modernità del lavoro, a cura di, Adapt University Press, Bergamo 2022
- Passato, presente e futuro della rappresentanza di interessi, con Matteo Colombo, Bergamo Adapt University Press, 2022
- Stato essenziale, società vitale. Appunti sussidiari per l’Italia che verrà, con Alberto Mingardi, Roma, Studium 2023
- 1993. Il tentativo di reinventare lo Stato. Attualità e prospettive di una riforma, con Francesco Verbaro, Roma, Studium, 2024
- La questione antropologica nelle politiche europee con Domenico Menorello e Benedetto Delle Site, Venezia, Marcianum, 2024
- Otre nuovo per vino nuovo. Rinnovare le istituzioni del lavoro al tempo della AI, con Emmanuele Massagli, Roma, Marcianum, 2024[26]